# Narcissus papyraceus subsp. polyanthos
Narcissus papyraceus subsp. polyanthos és una subespècie herbàcia, perenne i bulbosa que pertany a la família de les amaril·lidàcies. És originària del sud de França.

## Descripció
És una planta bulbosa amb les flors de color blanc. Es distribueix pel sud de França.
Etimologia
Narcissus nom genèric que fa referència del jove narcisista de la mitologia grega Νάρκισσος (Narkissos) fill del déu riu Cefís i de la nimfa Liríope; que es distingia per la seva bellesa.
El nom deriva de la paraula grega: ναρκὰο, narkào (= narcòtic) i es refereix a l'olor penetrant i embriagant de les flors d'algunes espècies (alguns sostenen que la paraula deriva de la paraula persa نرگس i que es pronuncia Nargis, que indica que aquesta planta és embriagadora).
papyraceus: epítet llatí que significa "com a paper".

## Taxonomia
Narcissus papyraceus subsp. polyanthos va ser descrita per (Loisel.) Asch. i Graebn. i publicat a Synopsis der Mitteleuropäischen Flora 3: 390, l'any 1906.
Sinonímia
- Narcissus polyanthos Loisel., J. Bot. (Desvaux) 2: 277 (1809).
- Narcissus tazetta var. polyanthos (Loisel.) Baker, Gard. Chron. 1869: 1015 (1869).
- Narcissus tazetta subsp. polyanthos (Loisel.) Baker, Handb. Amaryll.: 8 (1888).
- Narcissus linnaeanus subsp. polyanthos (Loisel.) Rouy in G.Rouy i J.Foucaud, Fl. France 13: 49 (1912).
- Narcissus luna Schult. i Schult.f. in J.J.Roemer & J.A.Schultes, Syst. Veg. 7: 974 (1830).[4]